# Реј Ајанами
Реј Ајанами (綾波レイ Ayanami Rei) је лик из Neon Genesis Evangelion манге и аниме серијала кога је креирао Хидеаки Ано. Ајанамијево презиме потиче од имена Јапанског брода из Другог светског рата, разарача из Фубуки класе, Ајанамија. Прецизно значење имена је намерно нејасно, али се претпоставља да је везано за лик из Sailor Moon-а, Реј Хино.